# Deák Dániel (politológus)
Deák Dániel (Budapest, 1992. március 21. –) magyar politológus, a XXI. Század Intézet vezető elemzője és a Megafon Központ tagja. Korábban dolgozott a Nézőpont Intézetnél, a Médianéző Kft.-nél és a Figyelő című hetilapnál is.

## Tanulmányai
Tanulmányait az ELTE Állam- és Jogtudományi Karán végezte.[forrás?] 2013-ban politológia BA szakon szerzett diplomát, majd 2015-ben a politikatudomány MA szakot is elvégezte[forrás?].

## Pályafutása
2011 és 2017 között a Nézőpont Intézet és a Médianéző Kft. munkatársa volt.[forrás?] Kezdetben gyakornokként, majd junior elemzőként, később elemzőként és projektigazgatóként dolgozott az intézetnél. Részt vett számos médiaelemzés elkészítésében, így többek között az évente megjelenő "Magyarország a világsajtóban" és a negyedéves híradóelemzés is hozzá fűződött. Szintén szerepet vállalt számos, aktuális magyar és EU belpolitikai témájú politikai elemzés elkészítésében.
2018 februárjában közös megegyezéssel távozott a Nézőpont Intézettől és a Figyelő című gazdasági és közéleti hetilapnál kezdett el dolgozni főmunkatársként. 2019 márciusában – miután Lánczi Tamás főszerkesztő távozott a laptól – közös megegyezéssel otthagyta a Figyelőt és Lánczi Tamást követve a Schmidt Mária által létrehozott XXI. Század Intézetnél kezdett el dolgozni vezető elemzőként, ahol a korábbi munkahelyeihez hasonlóan politikai elemzéssel és az aktuális politikai események kommentálásával foglalkozik[forrás?].
2019. augusztus 27-én Schmidt Mária bejelentette a XXI. Század Intézet Facebook-oldalán, hogy a Közép- és Kelet-európai Történelem és Társadalom Kutatásáért Közalapítvány fenntartásában működő XXI. Század Intézet munkatársai, köztük Lánczi Tamás, az Intézet igazgatója „váratlanul és puccsszerűen, azonnali hatállyal, indoklás nélkül felmondta munkaviszonyát.” A XXI. Század Intézet vezető elemzője később szerencsétlennek nevezte, hogy az önkormányzati választási kampányban felmondott az intézet több munkatársa[forrás?]. Ő azonban maradt az intézetnél.
Rendszeresen megjelennek publikációi, elemzései és cikkei a Magyar Nemzetben, a Magyar Hírlapban, illetve számos egyéb sajtótermékben[forrás?]. Fejezetet írt a Soros György a közép- és kelet-európai térségben folytatott befolyásszerzési tevékenységét bemutató Nagy Terv című könyvbe. Rendszeresen szerepel politikai háttér- és vitaműsorokban elemzőként, politikai véleményformálóként, így gyakori vendége többek között az MTVA, a TV2, a HírTV és az ATV politikai műsorainak.
2021 áprilisában csatlakozott a Megafon Központ csapatához. Véleményvezérként részt vesz a Megafon közösségi médiával kapcsolatos projektjeiben.
Fő érdeklődési területe a magyar belpolitika, médiapolitika és az európai belpolitika.

## Személyét ért kritikák
A Megafonos pályafutásával összefüggésben vita bontakozott ki a közte és a Telex között, mivel utóbbi azt állította, közpénzből működik a Megafon és ebből finanszírozzák többmilliós Facebook hirdetéseiket. Az első fokon eljáró bíróság nem jogerős ítéletében elutasította a Megafon Központ keresetét, és még két másik, közpénzzel kapcsolatos perben is hasonló döntés született. Fellebbezés hiányában mindhárom jogerőre emelkedett.
Jelenlegi és korábbi munkahelyei miatt ellentmondásos, hogy a közmédiában számos esetben független szakértőként hivatkoztak rá, annak ellenére, hogy elemzéseiben és megszólalásaiban kivétel nélkül a Fidesz által magáénak tartott narratívát hangoztatja.